# Трояновский, Осип Иванович
Осип (Иосиф) Иванович Трояновский (1867—?) — русский художник.

## Биография
Родился в 1867 году.
Был экспонентом ТПХВ (номера выставок:30,35,42) и членом Московского общества любителей художеств.
Сергей Арсеньевич Виноградов дружил с украинцем Иосифом Трояновским, страстным любителем малороссийских песен. (Станкевич, Наталья Ивановна. Сергей Арсеньевич Виноградов [Текст] / Н. И. Станкевич. — Л. : Искусство, 1971. — 149 с. С.12)
Дата смерти неизвестна.
В РГАЛИ имеются документы, относящиеся к Трояновскому.

## Труды
Информация о работах художника крайне скудная. Писал преимущественно в Крыму. Некоторые произведения Трояновского репродуцировались на советских открытках.